# National Road 1
L'autostrada irlandese M1 connette Dublino al confine con l'Irlanda del Nord.

## Storia
L'autostrada è stata completata nel 2006 e segue principalmente il percorso della National Road 1 (N1) ("strada statale 1") che parte dal centro di Dublino ed arriva anch'essa al confine con l'Irlanda del Nord.

## Percorso

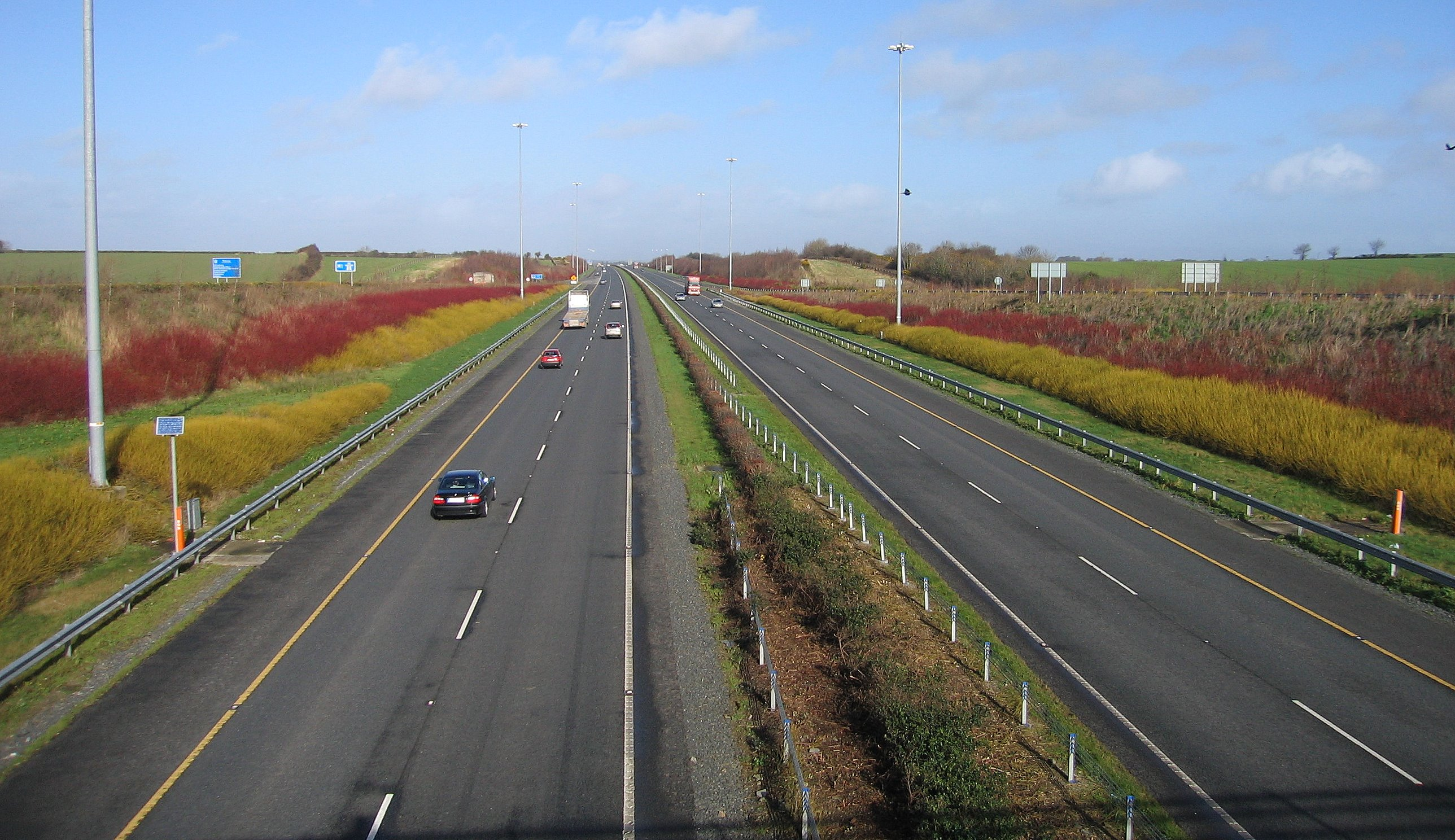
Vista della M1

La N1 passa per le seguenti importanti cittadine irlandesi: Swords, Dundalk e Drogheda. La N1 è parte della strada europea E01. 
Importanti uscite della N1 sono la numero 1 (M50) e la numero 2 (aeroporto di Dublino).
A sud della cittadina di Drogheda è situato un casello per la riscossione del pedaggio.